# Цанга

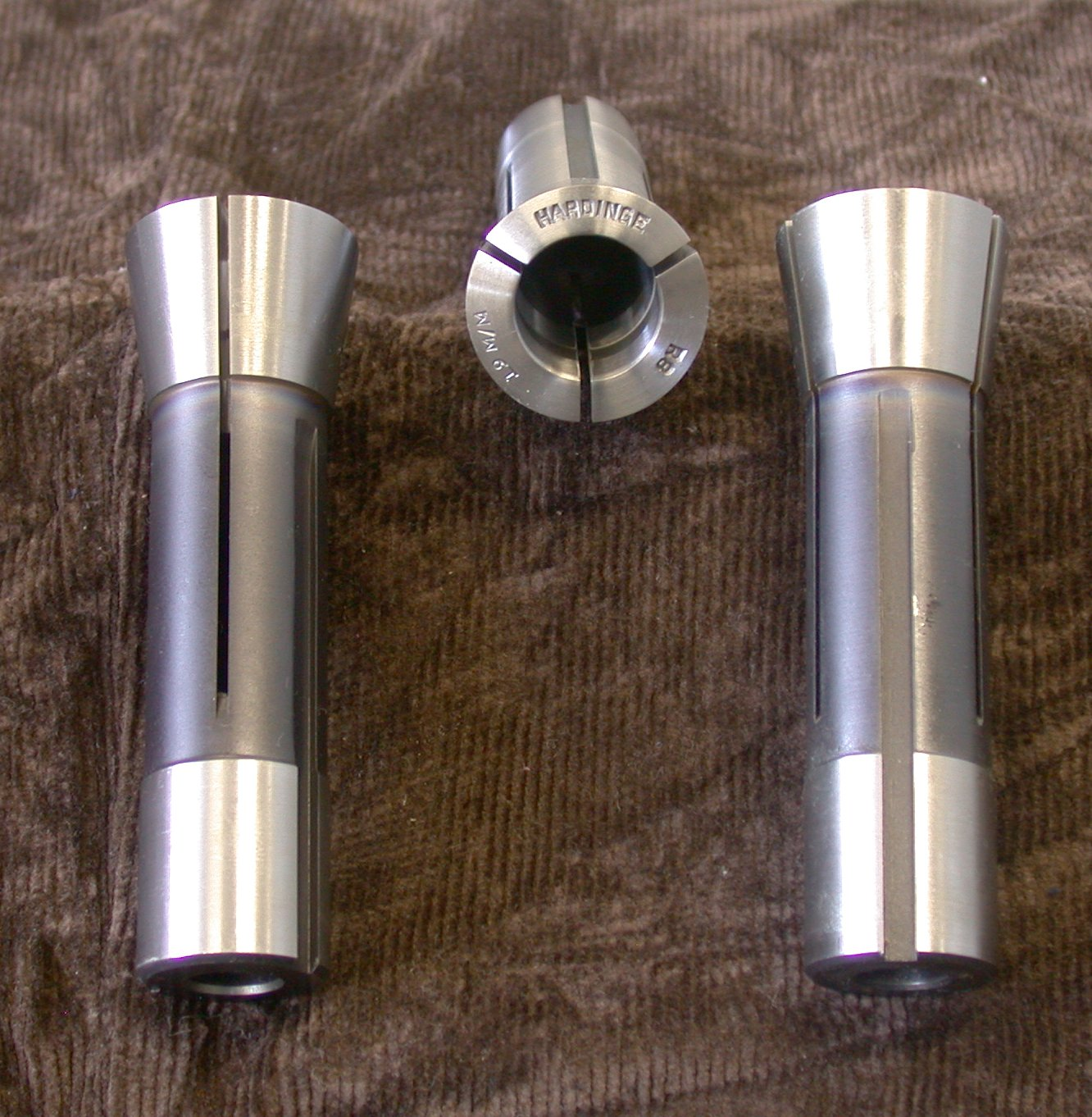
Фрезерні цанги

Принцип дії цанги

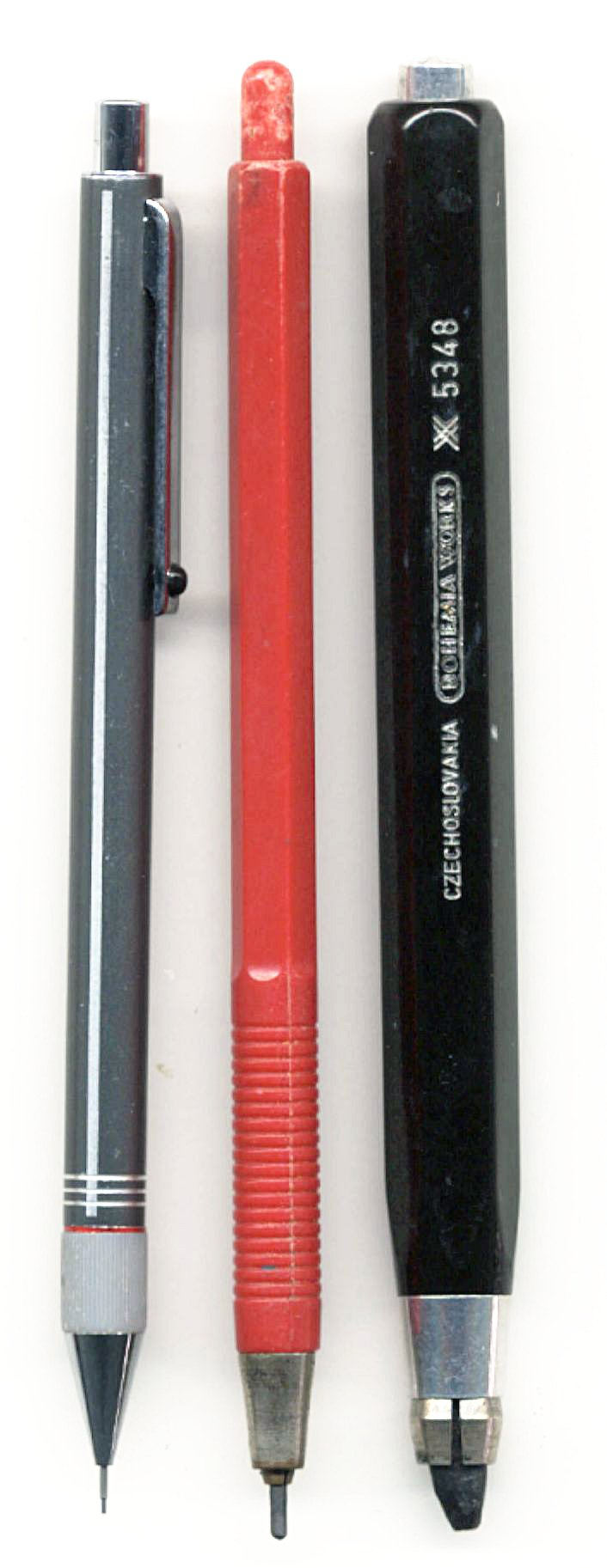
Цангові олівці

Ца́нга (від нім. Zange) — пристосування у вигляді пружної розрізаної втулки, яке використовують для затискання циліндричних або призматичних предметів.

## Конструкція та застосування
Цанги застосовують у нагрудних значках, цангових олівцях, електричних з'єднувачах, анкерних болтах, як деталь затискних патронів на металорізальних або деревообробних верстатах, до огранювання алмазів тощо.

## Фрезерні цанги
Цанги використовують на фрезерних і токарних верстатах для утримання фрез, свердел та інших обертових інструментів з циліндричним хвостовиком. Затискання цанг здійснюється цанговими патронами. У цангових патронах найпоширеніші цанги ER (стандарти DIN 6499, ISO 15488).
Типові розміри цанг ER:
| Типорозмір | Діаметр інструмента, мм | Діаметр патрона |
| ---------- | ----------------------- | --------------- |
| ER 8       | до 5.0                  |                 |
| ER 11      | до 7.0                  |                 |
| ER 16      | до 10.0                 |                 |
| ER 20      | до 13.0                 | КМ 2            |
| ER 25      | 1.0 - 16.0              | КМ 2, КМ 3      |
| ER 32      | 2.0 - 20.0              | КМ 3, КМ 4      |
| ER 40      | 3.0 - 26.0              | КМ 3, КМ 4      |
| ER 50      | 6.0 - 34.0              |                 |
| ER 60      | 10.0 - 40.0             |                 |

Розрізняють високоточні і стандартні ER цанги. По суті, вони відрізняються тільки допуском на розміри і на биття. Лінії з виробництва стандартних і високоточних цанг не розділяють, сортують на два типи за результатами технічного контролю.
Існують конструктивно герметичні цанги з можливістю подачі мастильно-охолоджувальної рідини крізь інструмент.
Для мітчиків використовують спеціальний різновид ER цанг, що мають паз для квадрата на хвостовику мітчика. Також для мітчиків іноді використовуються цанги, що забезпечують осьову компенсацію. Такі цанги дозволяють обійтися без дорогих різенарізних патронів. Мітчикові цанги та цанги з осьовою компенсацією підходять до стандартних патронів під ER цанги.

## Інші
В автоматах поздовжнього точіння цанги використовують для закріплювання деталі, тобто по суті цанговий патрон виступає в ролі токарного. Таке рішення застосовується зважаючи на малі розміри оброблюваних деталей. Існує безліч різноманітних цанг для автоматів поздовжнього точіння. Вони можуть мати керамічні або твердосплавні вставки для більшої зносостійкості й унеможливлення налипання металу деталі на цангу.
Забивний анкер (цанга) являє собою циліндр. У цьому циліндрі є чотири розпірні зони. Щоб уникнути прокручування цанги в момент монтажу на ній може наноситися спеціальна насічка. Усередині анкера-цанги є внутрішня різьба і розпірний елемент, завдяки якому відбувається розклинення анкера. Цанга виготовляється з оцинкованої сталі. Розклинення цанги відбувається в той момент, коли в анкер вкручується болт. В результаті анкер отримує надійну фіксацію.

## Інтернет-ресурси
- When To Use A Collet Chuck [Архівовано 22 липня 2011 у Wayback Machine.]
- Be Kind To Your Collets [Архівовано 22 липня 2011 у Wayback Machine.]
- Цанга